# Bebe Cave
Bebe Cave (nacida el 22 de julio de 1997) es una actriz inglesa.

## Primeros años
Cave nació el 22 de julio de 1997 en Londres, Inglaterra, el menor de cinco hermanos, de dos médicos generales. Su hermana mayor Jessie Cave es actriz y comediante.

## Carrera
Cave hizo su debut como actriz en 2009 en la película hecha para televisión llamada May Contain Nuts. En 2012, Cave fue elegida como Young Biddy junto a su hermana en la película Grandes esperanzas de 2012. En 2013 protagonizó junto a Helen Mirren la obra de 2013 The Audience. The Daily Telegraph la describió como una "revelación" que ofrece una "actuación de patetismo abrasador y un verdadero golpe cómico". Fue elegida para Tale of Tales por el director Matteo Garrone después de verla aparecer en una entrevista en la alfombra roja de YouTube. Protagonizó el vídeo musical de Tom Rosenthal del 2019, "You Might Find Yours".

## Vida personal
Actualmente tiene una relación con el comediante y presentador de podcasts Horatio Gould.

## Filmografía

### Cine
| Año  | Título             | Papel        |
| ---- | ------------------ | ------------ |
| 2012 | Grandes esperanzas | Young Biddy  |
| 2015 | Tale of Tales      | Violet       |
| 2017 | On Chesil Beach    | Ruth Ponting |

### Televisión
| Año  | Título                         | Papel                  | Notas                        |
| ---- | ------------------------------ | ---------------------- | ---------------------------- |
| 2009 | May Contain Nuts               | Molly                  | Película de televisión       |
| 2012 | Mrs Biggs                      | Gillian Powell         | 1 episodio                   |
| 2013 | Frankie                        | Hope                   | 4 episodios                  |
| 2014 | Trying Again                   | Millie                 | 4 episodios                  |
| 2015 | Cider with Rosie               | Doth                   | Película de televisión       |
| 2017 | Victoria                       | Wilhelmina Coke        | 9 episodios                  |
| 2018 | Agatha and the Truth of Murder | Daphne                 | Película de televisión       |
| 2018 | Hang Ups                       | Issy Pitt              | 6 episodios                  |
| 2021 | This Time With Alan Partridge  | Juno                   | Episodio 5                   |
| 2023 | Star Wars: Visions             | Julan Van Reeple (voz) | Episodio: "I Am Your Mother" |

### Teatro
| Año  | Título       | Papel              |
| ---- | ------------ | ------------------ |
| 2013 | The Audience | Princesa Elizabeth |